# Slok Air International
Slok Air International es una aerolínea de pasajeros regular registrada en Gambia. Su principal base de operaciones es el Aeropuerto Internacional de Banjul en Banjul, Gambia. 

## Historia

### Slok Air y Slok Air Gambia
Slok Air International fue originalmente fundada en Nigeria por el Slok Group. Su certificado de operaciones aéreas fue suspendido en marzo de 2004 por el gobierno nigeriano y la aerolínea fue poco después disuelta en noviembre de 2004. En el mismo mes la aerolínea fue reformada como Slok Air Gambia Limited.
Los vuelos fueron de nuevo vendidos a finales de diciembre de 2007 debido al mantenimiento y comenzó a volar a mediados de febrero de 2008, pero en julio anunció dificultades financieras. A finales de octubre de 2008, sin ninguna clase de anuncio previo, dejó de ser posible reservar vuelos de la aerolínea, que dejó de volar.

### Slok Air International
Una vez más, la aerolínea fue rebautizada como Slok Air International a comienzos de 2009. Los vuelos se retomaron en febrero del mismo año.

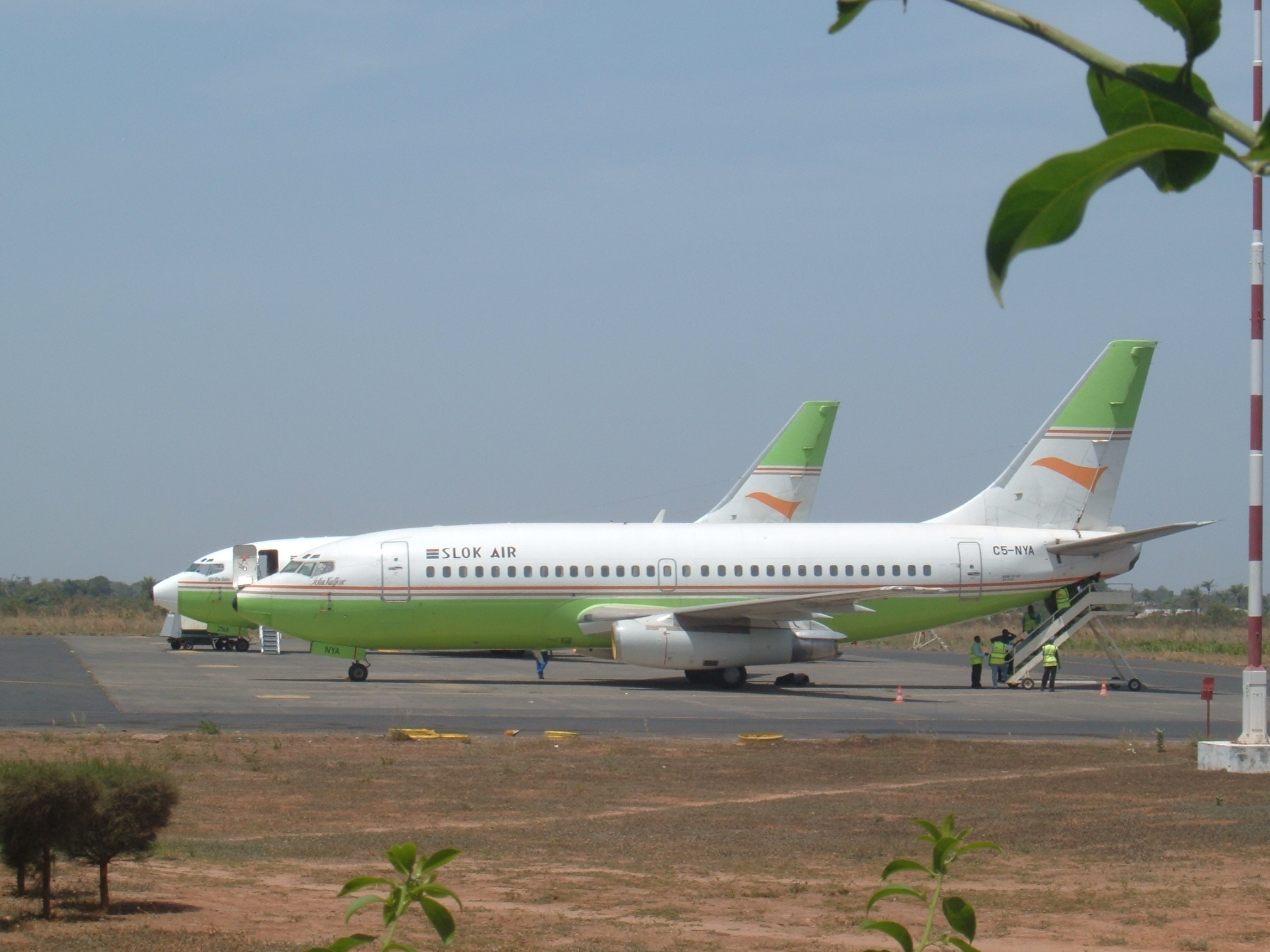
2 Avión de SLOK AIRen el Aeropuerto Internacional de Banjul.

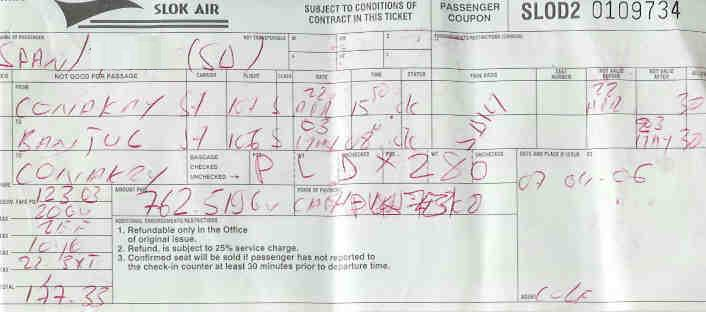
Billete de Slok Air Gambia.

## Destinos
- Costa de Marfil
  - Abiyán (Aeropuerto Port Bouet)
- Gambia
  - Banjul (Aeropuerto Internacional de Banjul)
- Ghana
  - Acra (Aeropuerto Internacional Kotoka)
- Guinea
  - Conakri (Aeropuerto Internacional de Conakri)
- Liberia
  - Monrovia (Aeropuerto Internacional Roberts)
- Malí
  - Bamako (Aeropuerto Internacional Senou)
- Senegal
  - Dakar (Aeropuerto Internacional Dakar-Yoff-Léopold Sédar Senghor)
- Sierra Leona
  - Freetown (Aeropuerto Internacional Lungi)

## Flota
La flota de Slok Air International consiste en los siguientes aviones (a 1 de diciembre de 2010):
- 6 Boeing 737-200 (sólo uno en uso para vuelos regulares)